# NGC 4946
NGC 4946 est une vaste galaxie elliptique située dans la constellation du Centaure. Sa vitesse par rapport au fond diffus cosmologique est de 3 345 ± 27 km/s, ce qui correspond à une distance de Hubble de 49,3 ± 3,5 Mpc (∼161 millions d'al). NGC 4946 a été découverte par l'astronome britannique John Herschel en 1834.
La luminosité de la galaxie NGC 4946 dans l'infrarouge lointain (de 40 à 400 µm)  est égale à 2,57 × 1010 {\displaystyle L_{\odot }} (1010,41{\displaystyle L_{\odot }}) et sa luminosité totale dans l'infrarouge (de 8 à 1 000 µm) est de 3,02 × 1010 {\displaystyle L_{\odot }} (1010,48{\displaystyle L_{\odot }}).
À ce jour, 11 mesures non basées sur le décalage vers le rouge (redshift) donnent une distance de 48,091 ± 6,464 Mpc (∼157 millions d'al), ce qui est à l'intérieur des valeurs de la distance de Hubble.

## Groupe de NGC 5011
Selon A. M. Garcia, NGC 4946 fait partie du groupe de NGC 5011. Ce groupe de galaxies compte au moins 19 membres, dont NGC 5011, NGC 5026, PGC 46597 (≠ NGC 5086), NGC 5090 et NGC 5091.